# CGI Group
CGI Group Inc. NYSE: GIB (Conseillers en gestion et informatique), eller blot CGI, er en canadisk global IT-virksomhed, der bl.a. leverer konsulentydelser og løsninger indenfor systemintegration, outsourcing m.v. Virksomheden har hovedsæde i Montreal, Quebec, Canada. Virksomheden blev grundlagt i 1976 i Québec City af Serge Godin og André Imbeau.
CGI Group har over 90.000 medarbejdere på mere end 400 kontorer verden over. I Danmark har CGI's ca. 400 medarbejdere i hele landet – i Ballerup, Aarhus og Aalborg.
CGI udvikler produkter og tjenester til markeder som telekommunikation, sundhed, produktion, olie og gas, transport og forsyningsselskaber. På verdensplan er deres kunder, både i den private sektor samt offentlige, forsvaret, efterretningstjenester, rumfart, sundhed, borger sikkerhed og skattevæsenet.
I august 2012 købte CGI det britiske computer serviceselskab Logica for £ 1,7 mia. Købet øgede antallet af CGI's personale fra 31.000 til 68.000, og CGI blev det femtestørste uafhængige it-serviceselskab i verden, med kunder i Amerika, Asien, Afrika og Europa. Det gjorde også CGI det største IT-selskab i Canada.
CGI har en egenkapital på 147 milliarder. Samt en årlig omsætning på 53 milliarder.
Selskabet er børsnoteret på New York Stock Exchange og Toronto Stock Exchange.